# Malý Slavkov
Malý Slavkov (em húngaro: Kisszalók; alemão: Kleinschlagendorf) é um município da Eslováquia, situada no distrito de Kežmarok, na região de Prešov. Tem 4,99 km² de área e sua população em 2018 foi estimada em 942 habitantes.